# 고정우
고정우(1998년 7월 15일 ~)는 대한민국의 트로트 가수다.

## 방송
- 순간포착 세상에 이런일이 (2013)
- 인간극장 (2014)
- 슈퍼스타K 7 (2015)
- 인생수업 베테랑 (2016)
- 현장르포 특종세상 (2018)
- 풀 뜯어먹는 소리 3 (2019)
- 편애중계 (2020)
- 노래가 좋아 (2020)
- 굿모닝 대한민국 라이브 (2021)
- 아침마당 (2021)
- 생활의 발견 (2021)
- 울산 골목대장 3 (2021)
- 미스터트롯2 - 새로운 전설의 시작 (2022) - Top25
- 미스터트롯3 (2024) - Top24

## 음반
- 월비트롯 (2020)
- 미스터트롯2 예선 베스트 PART3 (2023)
- 미스터트롯2 데스매치 베스트 PART3 (2023)
- 미스터트롯2 팀메들리 미션 베스트 PART1 (2023)
- 조선로맨스 (2023)